# Elisabetta Catalano
Elisabetta Catalano (* 1944 in Rom; † 4. Januar 2015 ebenda) war eine italienische Kunstphotographin, die sich vor allem auf Porträtfotografie in Schwarz-Weiß und Farbe spezialisierte.

## Leben
Die in Rom geborene Catalano war Autodidaktin und begann ihr Photogewerbe durch die Zusammenarbeit mit verschiedenen Magazinen auf freiberuflicher Basis, darunter mit L’Espresso und Vogue. Im Jahr 1963 hatte sie eine kleine Rolle in Federico Fellinis Verfilmung 8½. Ihre erste Soloausstellung, Uomini ’73, fand in 1973 in der Galerie Il Cortile in Rom und der Galleria Milano in Mailand statt und zeigte Porträts männlicher Künstler. 1978 beauftragte die Polaroid Corporation sie mit der Ausstellung Faces and Facades, die eine Serie von Porträts berühmter Regisseure auf Polaroids zeigte. 1980 drehte sie einen Kurzfilm über den französischen Maler und Fotografen Jacques-Henri Lartigue. In den 1980er Jahren stellte Catalano Personnages de la culture française im Musée Carnavalet in Paris aus. 1992 zeigte die Galleria Nazionale d’Arte Moderna in Rom eine Retrospektive ihres Werks. Ihre letzte Ausstellung Le Collezioni, Non basta ricordare (italienisch für: „Die Sammlungen, nicht nur zum Erinnern“) wurde 2014 im MAXXI in Rom gezeigt.

## Filmografie
| Jahr | Titel | Rolle                         | Anmerkung |
| ---- | ----- | ----------------------------- | --------- |
| 1963 | 8½    | Matilde – Schwester von Luisa |           |